# خدمات ويندوز
خدمات ويندوز (بالإنجليزية: Windows service)‏ هي خدمة برمجية تعمل في الخلفية وتشبه في المفهوم خادم يونكس. ويجب على خدمة ويندوز الامتثال لقواعد وبروتوكولات واجهة تحكم الخدمة، وهي المكون المسؤول عن إدارة خدمات ويندوز. ويطلق تطبيق «خدمات ومراقب النظام» جميع الخدمات ويدير إجراءاتها، مثل بدء وإنهاء الخدمة وما إلى ذلك.
يمكن تكوين خدمات ويندوز للبدء عند بدء تشغيل نظام التشغيل والعمل في الخلفية طوال فترة تشغيل ويندوز. بالإضافة إلى ذلك، يمكن بدء تشغيلها يدوياً أو بواسطة حدث ما. تتضمن أنظمة التشغيل ويندوز إن تي العديد من الخدمات التي تعمل في سياق ثلاث حسابات مستخدم: النظام وخدمة الشبكة والخدمة المحلية. وغالباً ما ترتبط هذه المكونات الخاصة بـ«مضيف عمليات الخدمات لنظام ويندوز». وبما أن خدمات ويندوز تعمل في سياق حسابات المستخدمين المخصصة لها، فإنها يمكن أن تعمل حتى عند عدم تسجيل مستخدم.
قبل ويندوز فيستا، كان يمكن تثبيت الخدمات كـ«خدمة تفاعلية» والتفاعل مع سطح المكتب وعرض واجهة مستخدم رسومية. ومع ذلك، فإن الخدمات التفاعلية تم تحديدها في ويندوز فيستا وقد لا تعمل بشكل صحيح بسبب تحسين أمان خدمات ويندوز.

## تثبيت
يتم تثبيت وإزالة خدمات ويندوز عن طريق ملفات نصية *.INF بواسطة SetupAPI. بمجرد تثبيت الخدمة، يمكن تشغيلها على الفور، ويمكن إيقاف تشغيل الخدمة التي تعمل قبل إلغاء تثبيتها.